# Bármit megteszek
A Bármit megteszek (eredeti cím: I'll Do Anything) 1994-ben bemutatott amerikai filmvígjáték-dráma, melyet James L. Brooks írt és rendezett. A főbb szerepekben Nick Nolte és Whittni Wright látható.
A film nagy része a filmipar szatírája.

## Cselekmény
1980-ban, azon az estén, amikor nem nyer Emmy-díjat, Matt Hobbs megkéri régi barátnője, Beth kezét. Azt mondja, hogy az egyetlen dolog, ami visszatartja, az a karrierje iránti elkötelezettsége, ami nem mindig sikerül, Beth pedig azt mondja, hogy ez az egyik dolog, amit a legjobban szeret benne. Hét évvel később, egy síró kisbabával és Matt állás nélkül, Beth-t elönti a harag. 1993-ra a pár már több éve elvált, és egymástól távol élnek. 
Matt meghallgatáson vesz részt Burke Adler nagyképű, önimádó és tanácstalan filmproducer új projektjében, de nem kapja meg a szerepet. Beleegyezik azonban, hogy időnként Adler sofőrje legyen. 
Matt Georgiába repül a lányáért, Jeannie-ért, amit rövid látogatásnak hisz, ám kiderül, hogy Beth börtönbüntetésre számít, és Jeannie vele fog élni a büntetése idejére. 
Visszatérnek Hollywoodba, és küzdenek az új körülményekkel és a kapcsolatuk kiépítésével (Matt négyéves kora óta nem látta a hatéves lányt). 
Amikor Matt elmegy egy film főszereplőjének próbafelvételére, Jeannie-t egy barátjával hagyja a stúdióban, és amikor visszamegy érte, döbbenten tapasztalja, hogy a lánya egy sitcomban szerepet kapott. A filmben több mellékszál is van, köztük egy, amely Matt és Cathy Breslow, a forgatókönyv-olvasó kapcsolatára összpontosít, egy másik pedig Nan Mulhanney-t, a próbafelvétel elemzőjét és az Adlerrel való viharos kapcsolatát érinti.

## Szereplők
| Szerep                   | Színész          | Magyar hang      |
| ------------------------ | ---------------- | ---------------- |
| Matt Hobbs               | Nick Nolte       | Dörner György    |
| Jeannie Hobbs            | Whittni Wright   | Molnár Ilona     |
| Burke Adler              | Albert Brooks    | Márton András    |
| Nan Mulhanney            | Julie Kavner     | Radó Denise      |
| Cathy Breslow            | Joely Richardson | Juhász Judit     |
| Beth Hobbs               | Tracey Ullman    | Borbás Gabi      |
| Lucy                     | Angela Alvarado  |                  |
| Millie                   | Vicki Lewis      |                  |
| Claire                   | Anne Heche       |                  |
| Popcorn Pictures-dolgozó | Joely Fisher     |                  |
| Popcorn Pictures-dolgozó | Jeb Brown        | Gáspár András    |
| Rendőrbíró               | Robert Joy       | Galbenisz Tomasz |
| Martin                   | Joel Thurm       | Varga T. József  |
| John Earl McAlpine       | Ian McKellen     | Kun Vilmos       |